# Bílé Srbsko

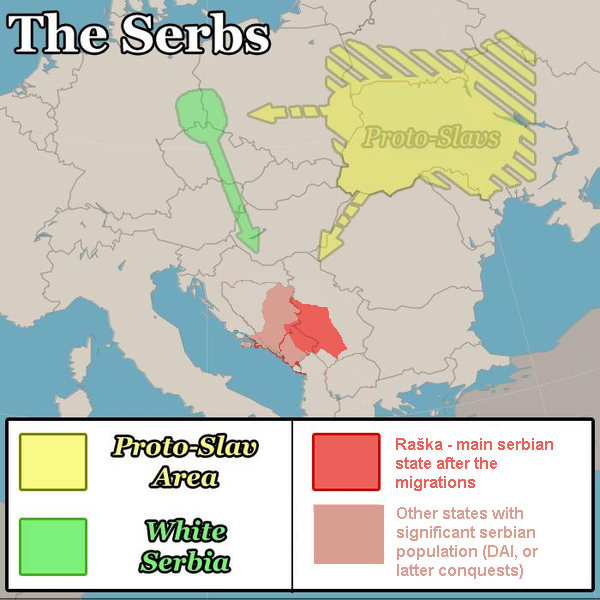
Teorie migrace Srbů

Bílé Srbsko, známé také jako Boika, je mytická oblast původu Srbů dávaná do souvislosti s územím Lužice, které ještě nyní obývají Lužičtí Srbové. Národy, jako Bílí Srbové, jsou označováni přívlastkem „bílí“ ve smyslu „nepokřtění“ („černí“ pak jsou „podřízení“). Tacholf, vévoda lužiskosrbské marky, je roku 861 nazýván comes de Boemia. (Podobné Bohemia je odvozeno od keltských Bójů.)